# ルーラーシップ
ルーラーシップ（欧字名:Rulership 香:統治地位、2007年5月15日 - ）は日本の競走馬・種牡馬。主な勝ち鞍は2012年のクイーンエリザベスII世カップ、アメリカジョッキークラブカップ、2010年の鳴尾記念、2011年の日経新春杯、金鯱賞。　
馬名の意味は、「支配者の位、統治者の支配権」。

## 競走馬時代

### 出自-デビュー前
母・エアグルーヴ（父トニービン）は1996年の優駿牝馬、1997年の天皇賞（秋）を制し、1997年のJRA賞年度代表馬に選出された名牝。繁殖牝馬として初仔にエリザベス女王杯を制したアドマイヤグルーヴ（父サンデーサイレンス）を送り出しており、2004年の東京優駿（日本ダービー）を制したキングカメハメハとの間に生まれた本馬は良血馬として期待されていた。
一口馬主クラブ法人であるサンデーレーシングの所有馬で、450万円×40口の総額1億8000万円で募集された。1歳9月時の馬体重は470キログラムだった。8月初旬にノーザンファームへ移動し、初期馴致から乗り運動へと順調に調教を消化していったが、2009年の2月に右飛節後腫を発症している。

### 2歳（2009年）
2009年12月27日、阪神競馬場の新馬戦（芝2000m）でデビュー。鞍上は岩田康誠。単勝1.5倍の圧倒的1番人気に支持され、レースでも2着馬に3馬身半差を付ける圧勝で初陣を飾った。

### 3歳（2010年）

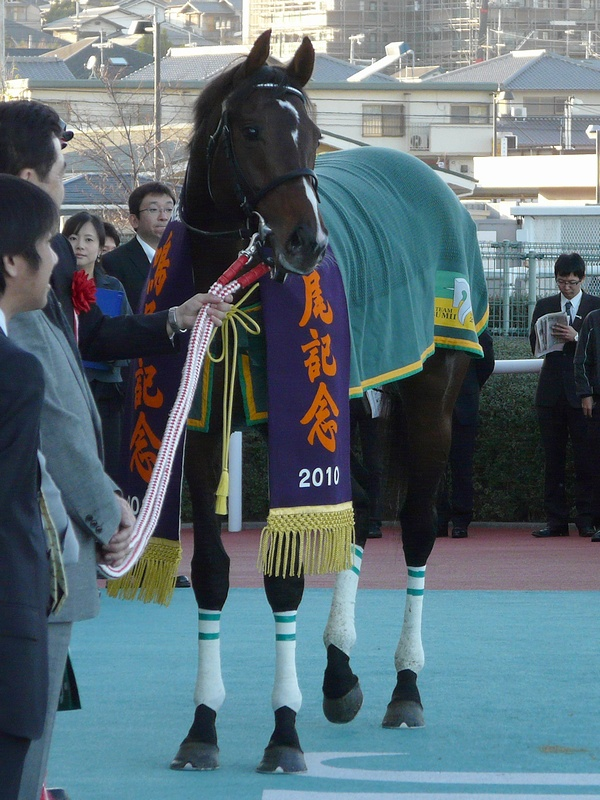
2010年鳴尾記念

この年の初戦は1月23日の若駒ステークス。デビュー戦の圧勝が評価され、単勝1.7倍の1番人気に推された。レースでは最後の直線で前を捌くのに手間取ったことが影響し、内からロスなく抜け出したヒルノダムールに1馬身半差及ばず2着に敗れた。
続く3戦目にはセントポーリア賞を予定していたが、熱発のため回避。やむを得ず次週のすみれステークスに目標変更したが、今度はフレグモーネを発症しこれも回避。結局、当初の予定から2週間後の3月7日のアルメリア賞にまでずれ込んだ。単勝1.4倍の1番人気の支持を得た。レースでは中団から第4コーナーで外を周す競馬を展開したが、更に外から捲ってきたタムロスカイが直線で急激に内側に斜行し、馬体をぶつけられ大きくバランスを崩す不利を受けたものの、そこから盛り返して2着馬に1馬身1/2差を付けての1着となった。
4戦目となったのは毎日杯。1番人気に支持されるがスタートで出遅れ、更には隣を走っていたザタイキの故障・落馬の影響もあってダノンシャンティの5着に敗れた。この敗戦により皐月賞への出走を断念した。
短期放牧を挟み、東京優駿へのステップレースとして5月8日のプリンシパルステークスに単勝1.9倍の1番人気で出走した。主戦の岩田が同日の京都新聞杯に騎乗したため、鞍上は横山典弘に乗り替わった。勝負所で外から早めに進出すると、直線ではメンバー最速タイの上がり3F33秒7を記録し4馬身差をつけて勝利。東京優駿の出走権を獲得した。
迎えた第77回東京優駿では主戦の岩田がヴィクトワールピサに騎乗したため四位洋文に手綱を委ねた。道中好位を追走するも勝負所で仕掛けが遅れ、直線でゲシュタルトに前をカットされた影響もあり、脚を余してエイシンフラッシュの5着に敗れた。
東京優駿後は休養に入り、年末の鳴尾記念に岩田康誠騎乗で復帰。2番人気に支持され、レースではヒルノダムールに半馬身差をつけて勝利。待望の重賞初制覇となった。続けて出走した有馬記念ではクリストフ・ルメールに騎乗を依頼。6着に健闘した。

### 4歳（2011年）

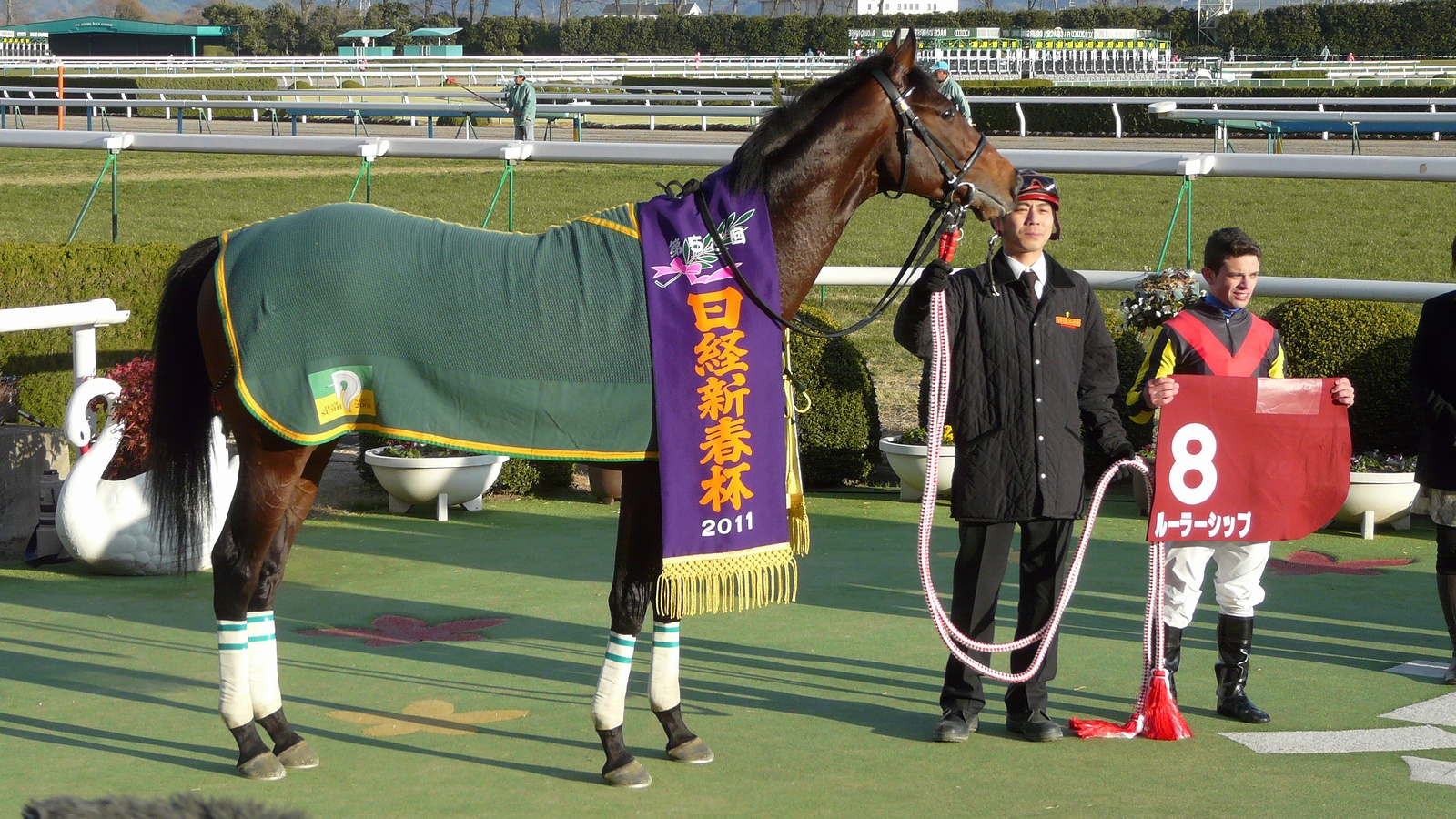
2011年日経新春杯

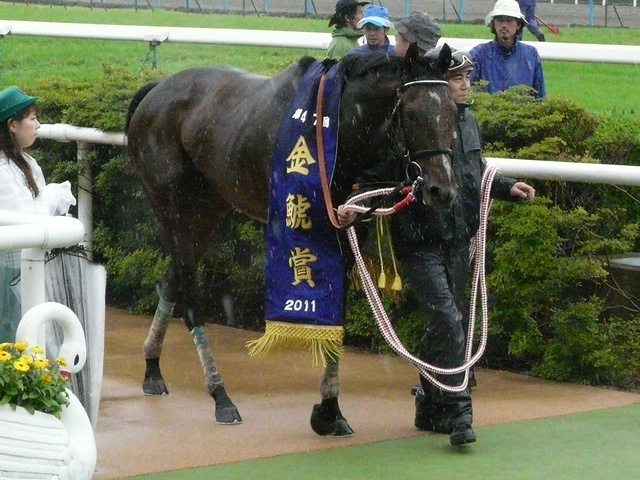
2011年金鯱賞

古馬になり初戦は1月16日の日経新春杯にウンベルト・リスポリ騎乗で出走。当初、日経新春杯は同じ馬主のローズキングダムとの兼ね合いから出走回避も考え、翌週のアメリカジョッキークラブカップに出走することも検討されていたが、結局出走することになった。2番人気に支持され、4角手前で進出開始し、直線で先頭に立つと、断然人気のローズキングダム、3番人気ヒルノダムールといった同期を寄せ付けず2馬身差で完勝、鳴尾記念に続く重賞2勝目をあげた。
この後、ドバイシーマクラシックへ出走。鞍上にクリストフ・スミヨンを迎える。レースでは好スタートから3番に付けるも、向正面で折り合いを欠いて逃げる形となり、直線半ばで失速して6着に沈んだ。
帰国後、5月28日の金鯱賞に福永祐一騎乗で出走、1番人気に支持される。スタートで大きく出遅れるも徐々にポジションを上げると、直線で逃げ粘るキャプテントゥーレを捕らえて重賞3勝目をあげた。
6月26日の宝塚記念は1年ぶりに横山典弘騎乗で2番人気に支持される。レースでは道中後方から徐々にポジションを上げていったが、直線では前走のような末脚は見られず離されたアーネストリーの5着に終わった。
秋はステップレースを使わず天皇賞（秋）に安藤勝己との新コンビで出走することを表明したが、爪の不安から同レースの出走を回避した。12月25日の有馬記念では新たにイオリッツ・メンディザバルを鞍上に迎えて出走。単勝11番人気の低評価であったが、レースでは後方から全馬中最速の上がり33秒2の末脚を繰り出して4着に好走した。

### 5歳（2012年）

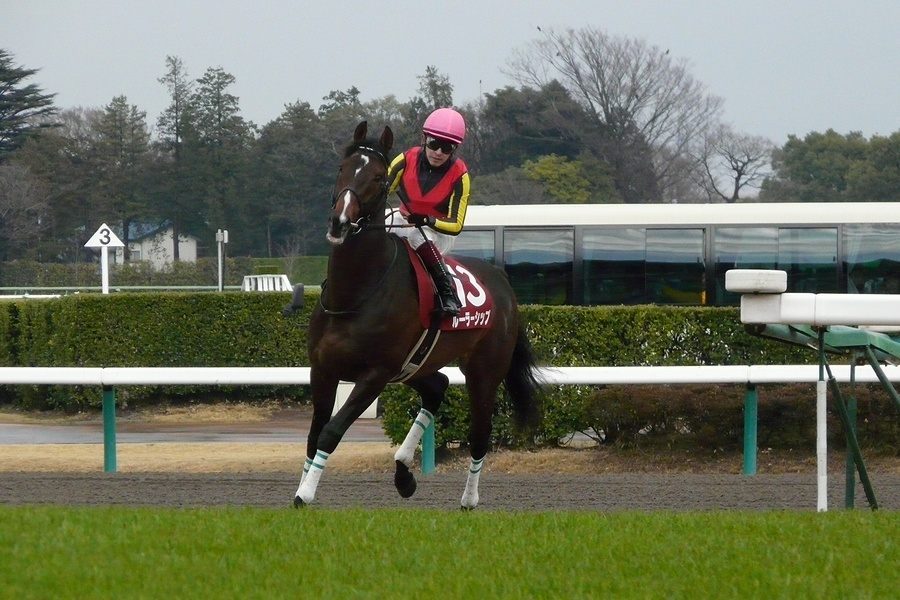
2012年日経賞

有馬記念から1ヶ月後のアメリカジョッキークラブカップに出走。前年の金鯱賞以来となる福永祐一とのコンビでの出走で、1番人気に推された。レースでは後方待機から第3コーナー〜第4コーナーで外から捲るように前へ進めると直線では豪快に伸び、ナカヤマナイトに3馬身の差をつけて優勝。重賞4勝目となった。
3月24日の日経賞では中団やや後方よりでレースを進め、直線追い上げるも大逃げを打ったネコパンチを捕らえられず3着に敗れた。
次走は香港に遠征し、4月29日のクイーンエリザベス2世カップに出走。レースでは内目の3番手で控えると直線で楽に抜け出し、2着のサムザップに3馬身3/4の差をつけて快勝。GI初制覇を海外で成し遂げた。このレースには、香港勢としては独2000ギニー馬イリアン（移籍馬）、欧州勢としてはオブライエン厩舎から前年の愛ダービー、セクレタリアトステークスを制したトレジャービーチなど好メンバーが出走しており、ルーラーシップの強いレースぶりは香港のみならず欧州でも高く評価された。
6月24日の宝塚記念ではクレイグ・ウィリアムズが騎乗し、出遅れ気味のスタートから好位に取り付き、直線では外から早めにスパートしたが内からオルフェーヴルに交わされ、2馬身差の2着に敗れた。
10月28日の天皇賞（秋）では前走に続きスタートで出遅れて道中は後方待機、直線では大外からメンバー最速タイの上がり33秒1の脚で追い込んだもののエイシンフラッシュの3着に敗れた。
続いて出走した11月25日のジャパンカップでも、三冠牝馬ジェンティルドンナを抑え2番人気に支持されるもまたも出遅れ。直線でもメンバー最速の上がり32秒7の豪脚を繰り出すも、ジェンティルドンナ、オルフェーヴルから離された3着止まり。
次走、12月23日の有馬記念では、出遅れ癖を解消すべく出遅れ防止用の矯正器具を外すなど万全の態勢で臨んだが、スタートと同時にゲート内で立ち上がってしまい、10馬身近い歴史的な大出遅れとなった。それでも最後の直線では大外から追い込んだものの、勝ったゴールドシップや真ん中を抜けたオーシャンブルーを捕らえられず3着に終わった。
12月26日に、現役を引退し、社台スタリオンステーションで種牡馬となることが発表された。

## 競走成績
| 競走日     | 競馬場   | 競走名        | 格      | 距離（馬場）  | 頭 数 | 枠 番 | 馬 番 | オッズ （人気） | 着順 | タイム （上り3F） | 着差     | 騎手             | 斤量   | 1着馬（2着馬）         |
| ---------- | -------- | ------------- | ------- | ------------- | ----- | ----- | ----- | --------------- | ---- | ----------------- | -------- | ---------------- | ------ | ---------------------- |
| 2009.12.27 | 阪神     | 2歳新馬       |         | 芝2000m（良） | 11    | 1     | 1     | 01.5（01人）    | 1着  | 2:04.70 (34.7)    | -0.60    | 岩田康誠         | 55kg   | （アイファーライアン） |
| 2010.01.23 | 京都     | 若駒S         | OP      | 芝2000m（良） | 10    | 2     | 2     | 01.7（01人）    | 2着  | 2:02.20 (33.6)    | -0.20    | 岩田康誠         | 56kg   | ヒルノダムール         |
| 0000.03.07 | 阪神     | アルメリア賞  | 500万下 | 芝1800m（稍） | 14    | 8     | 14    | 01.4（01人）    | 1着  | 1:51.20 (34.2)    | -0.40    | 岩田康誠         | 56kg   | （ミヤジシェンロン）   |
| 0000.03.27 | 阪神     | 毎日杯        | GIII    | 芝1800m（良） | 11    | 2     | 2     | 02.2（01人）    | 5着  | 1:49.80 (33.8)    | -0.50    | 岩田康誠         | 56kg   | ダノンシャンティ       |
| 0000.05.08 | 東京     | プリンシパルS | OP      | 芝2000m（良） | 18    | 3     | 5     | 01.9（01人）    | 1着  | 1:59.10 (33.7)    | -0.70    | 横山典弘         | 56kg   | （クォークスター）     |
| 0000.05.30 | 東京     | 東京優駿      | GI      | 芝2400m（良） | 17    | 2     | 3     | 14.5（04人）    | 5着  | 2:27.20 (33.3)    | -0.30    | 四位洋文         | 57kg   | エイシンフラッシュ     |
| 0000.12.04 | 阪神     | 鳴尾記念      | GIII    | 芝1800m（良） | 12    | 8     | 11    | 03.9（02人）    | 1着  | 1:44.90 (33.8)    | -0.10    | 岩田康誠         | 55kg   | （ヒルノダムール）     |
| 0000.12.26 | 中山     | 有馬記念      | GI      | 芝2500m（良） | 15    | 3     | 5     | 17.6（06人）    | 6着  | 2:33.00 (34.4)    | -0.40    | C.ルメール       | 55kg   | ヴィクトワールピサ     |
| 2011.01.16 | 京都     | 日経新春杯    | GII     | 芝2400m（良） | 13    | 6     | 8     | 03.2（02人）    | 1着  | 2:24.60 (34.4)    | -0.30    | U.リスポリ       | 56.5kg | （ヒルノダムール）     |
| 0000.03.26 | メイダン | ドバイSC      | G1      | 芝2410m（Gd） | 14    | 10    | 10    | 発売なし        | 6着  | 計測不能          | 6馬身3/4 | C.スミヨン       | 56.5kg | Rewilding              |
| 0000.05.28 | 京都     | 金鯱賞        | GII     | 芝2000m（不） | 16    | 7     | 13    | 02.8（01人）    | 1着  | 2:02.40 (35.8)    | -0.10    | 福永祐一         | 58kg   | （キャプテントゥーレ） |
| 0000.06.26 | 阪神     | 宝塚記念      | GI      | 芝2200m（良） | 16    | 2     | 3     | 03.7（02人）    | 5着  | 2:11.00 (35.3)    | -0.90    | 横山典弘         | 58kg   | アーネストリー         |
| 0000.12.25 | 中山     | 有馬記念      | GI      | 芝2500m（良） | 13    | 8     | 14    | 52.9（11人）    | 4着  | 2:36.20 (33.2)    | -0.20    | I.メンディザバル | 57kg   | オルフェーヴル         |
| 2012.01.22 | 中山     | AJCC          | GII     | 芝2200m（不） | 11    | 3     | 3     | 01.4（01人）    | 1着  | 2:17.30 (35.6)    | -0.50    | 福永祐一         | 57kg   | （ナカヤマナイト）     |
| 0000.03.24 | 中山     | 日経賞        | GII     | 芝2500m（重） | 14    | 8     | 13    | 01.4（01人）    | 3着  | 2:38.10 (36.2)    | -0.70    | 福永祐一         | 57kg   | ネコパンチ             |
| 0000.04.29 | 沙田     | QE2世C        | G1      | 芝2000m（GY） | 13    | 8     | 4     | 05.5（02人）    | 1着  | 2:02.38 (00.0)    | -0.60    | U.リスポリ       | 126lbs | (Thumbs Up)            |
| 0000.06.24 | 阪神     | 宝塚記念      | GI      | 芝2200m（良） | 16    | 4     | 7     | 04.4（02人）    | 2着  | 2:11.20 (35.4)    | -0.30    | C.ウィリアムズ   | 58kg   | オルフェーヴル         |
| 0000.10.28 | 東京     | 天皇賞（秋）  | GI      | 芝2000m（良） | 18    | 3     | 6     | 04.5（02人）    | 3着  | 1:57.60 (33.1)    | -0.30    | I.メンディザバル | 58kg   | エイシンフラッシュ     |
| 0000.11.25 | 東京     | ジャパンC     | GI      | 芝2400m（良） | 17    | 7     | 13    | 05.4（02人）    | 3着  | 2:23.50 (32.7)    | -0.40    | C.ウィリアムズ   | 57kg   | ジェンティルドンナ     |
| 0000.12.23 | 中山     | 有馬記念      | GI      | 芝2500m（良） | 16    | 5     | 9     | 03.7（02人）    | 3着  | 2:32.20 (35.2)    | -0.30    | C.ウィリアムズ   | 57kg   | ゴールドシップ         |

1. ↑  Good。日本では稍重に相当する。
2. ↑  Good to Yielding。日本では稍重〜重に相当する。
3. ↑  ゲート番号（日本と異なり、欧州・香港競馬ではゲート番号と馬番号は異なる）

## 種牡馬時代
種牡馬として2013年から種付けを行っており、初年度は208頭に種付けを行った。初年度産駒は2016年にデビューし、イブキが産駒初勝利を挙げている。3歳を迎えた2017年にはキセキが菊花賞を制して、産駒の初重賞および初GI勝利を達成した。
JRAリーディングサイアーランキングでは、2017年12位、2018年8位、2019年5位に輝いており、堅実に産駒は結果を残している。

### 主な産駒
太字はGI競走を表す

#### GI級競走優勝馬
- 2014年産
  - キセキ（2017年菊花賞）[34][35]- 母父:ディープインパクト
- 2015年産
  - メールドグラース（2019年新潟大賞典、鳴尾記念、小倉記念、コーフィールドカップ）[36]- 母父:サンデーサイレンス
- 2018年産
  - ソウルラッシュ（2022年・2024年マイラーズカップ、2023年京成杯オータムハンデキャップ、2024年マイルチャンピオンシップ、2025年ドバイターフ）[37]- 母父:マンハッタンカフェ
- 2020年産
  - ドルチェモア（2022年サウジアラビアロイヤルカップ、朝日杯フューチュリティステークス）[38]- 母父:ディープインパクト
- 2021年産
  - ヘデントール（2025年ダイヤモンドステークス、天皇賞（春））- 母父:ステイゴールド

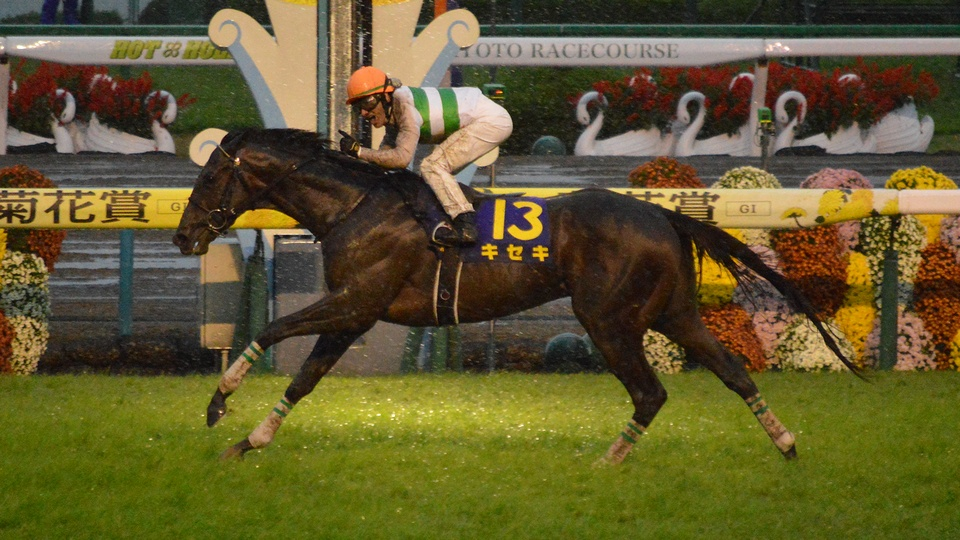
キセキ（2014年産）
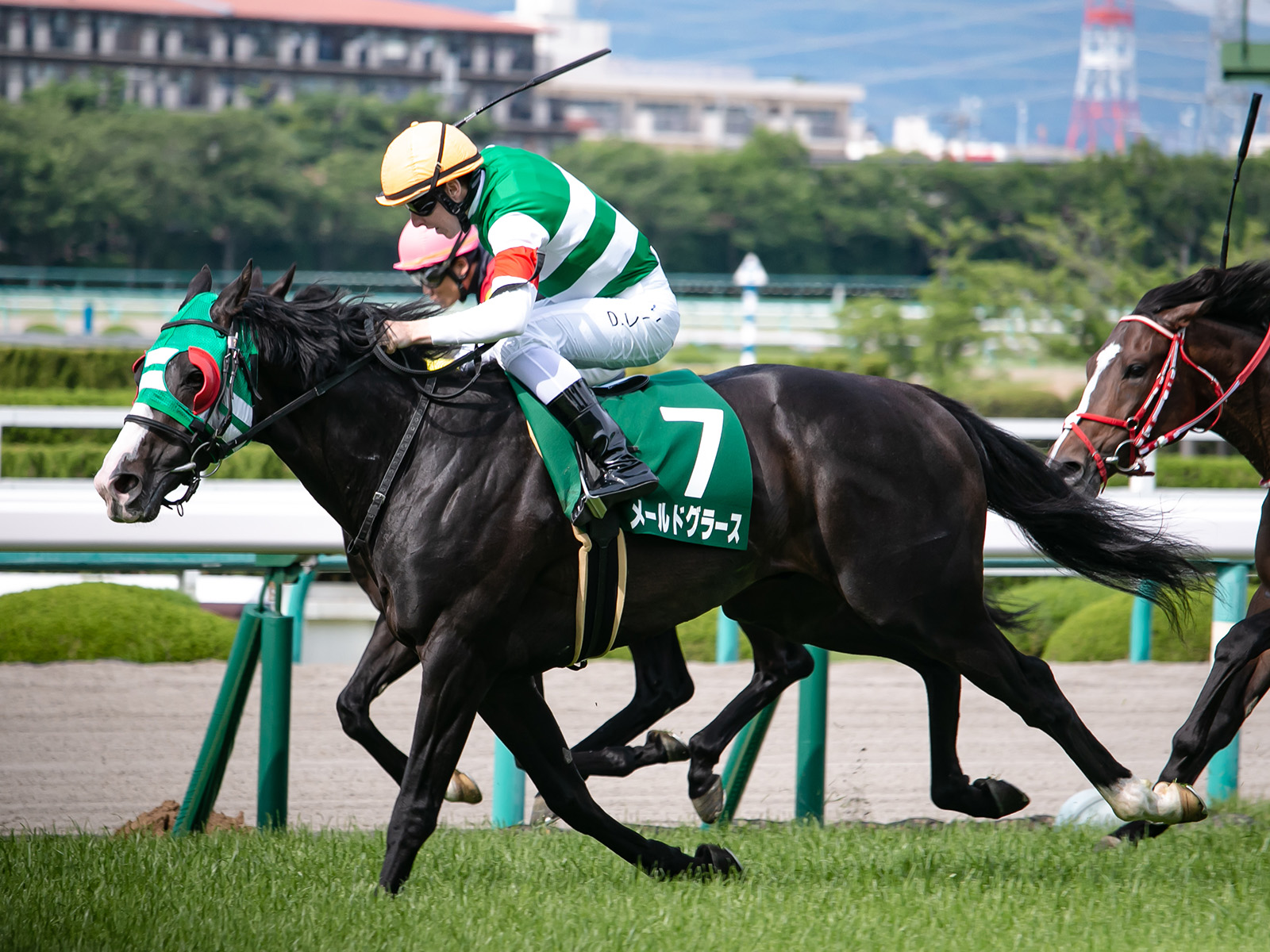
メールドグラース（2015年産）
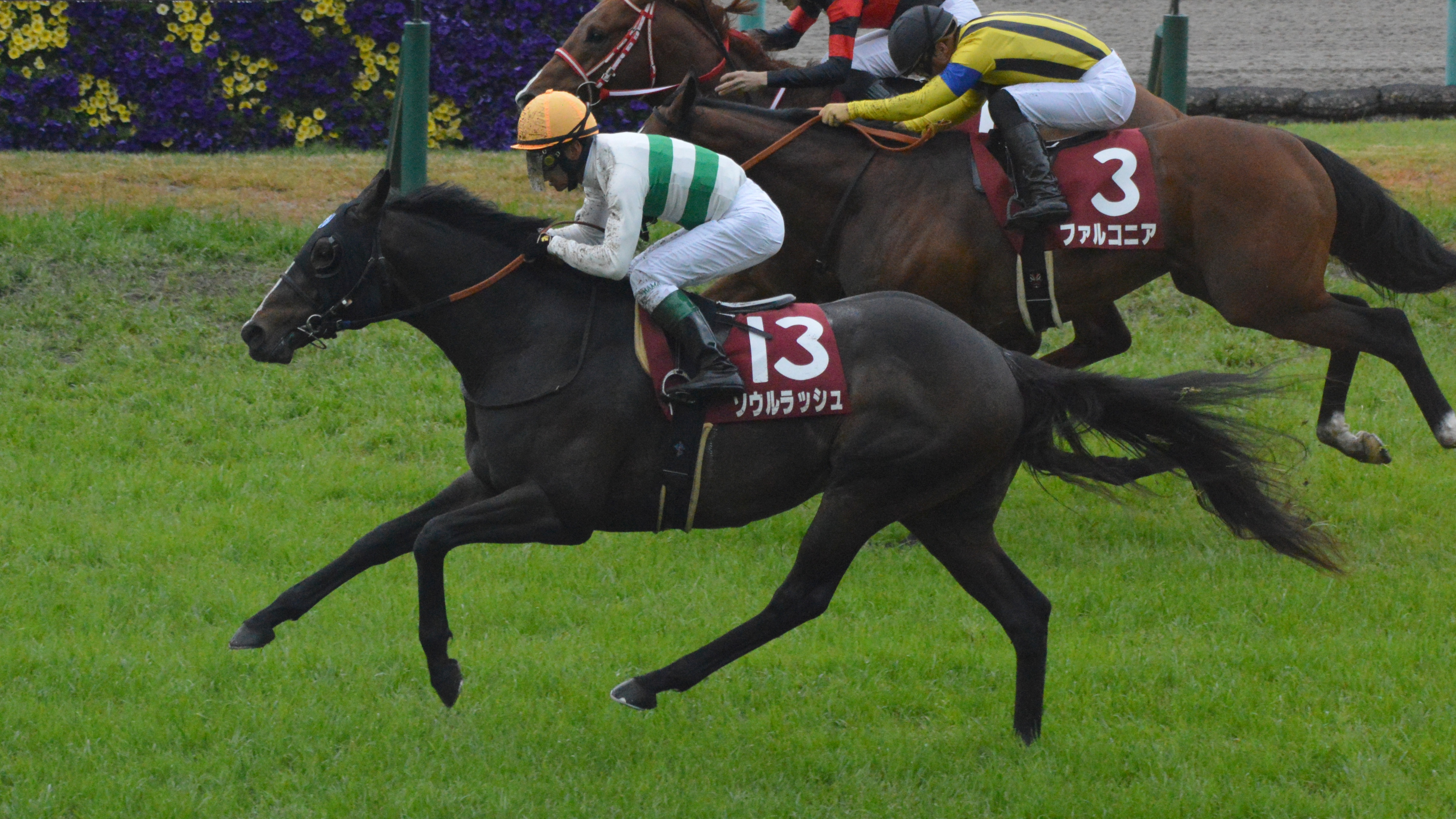
ソウルラッシュ（2018年産）
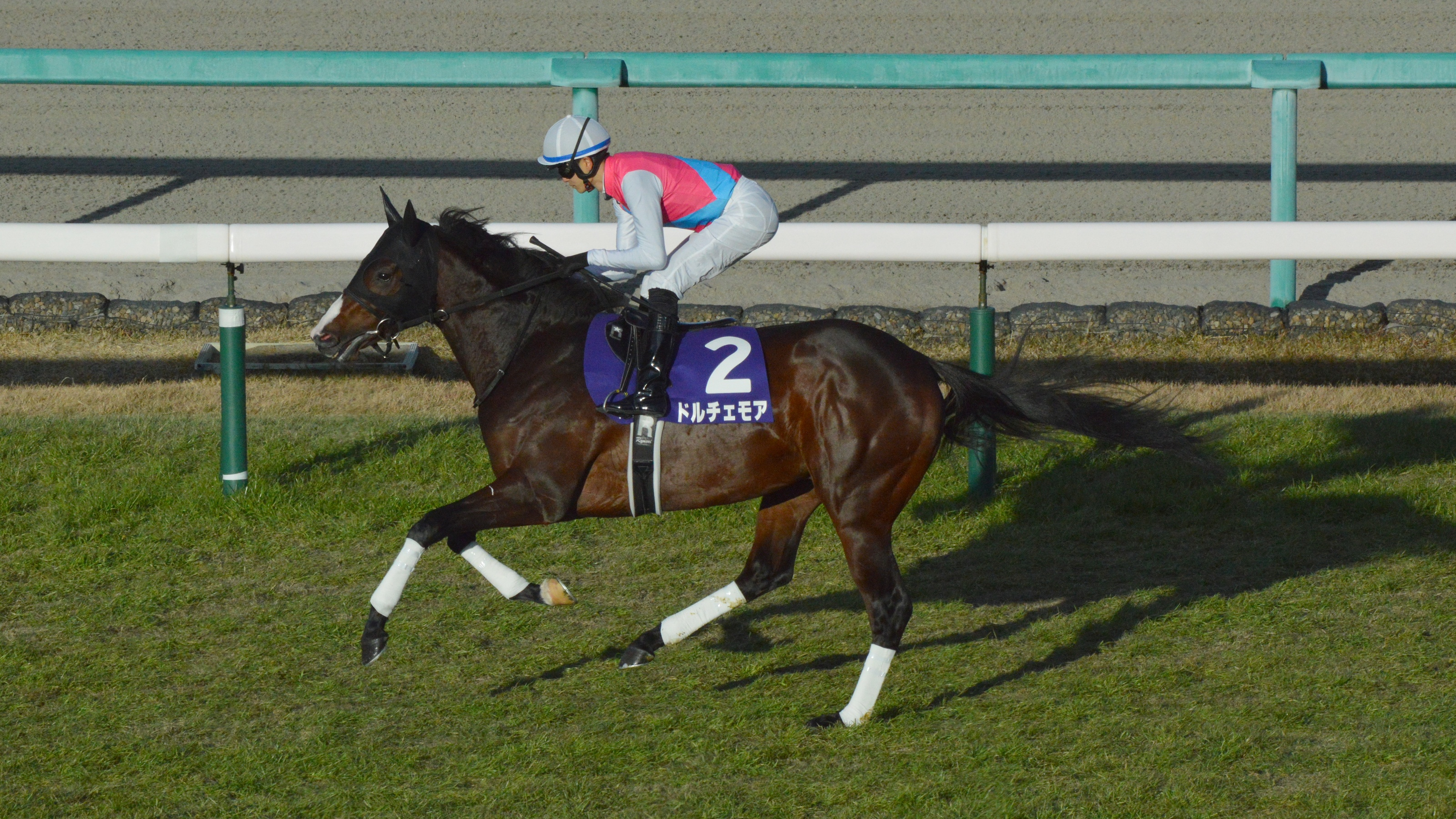
ドルチェモア（2020年産）
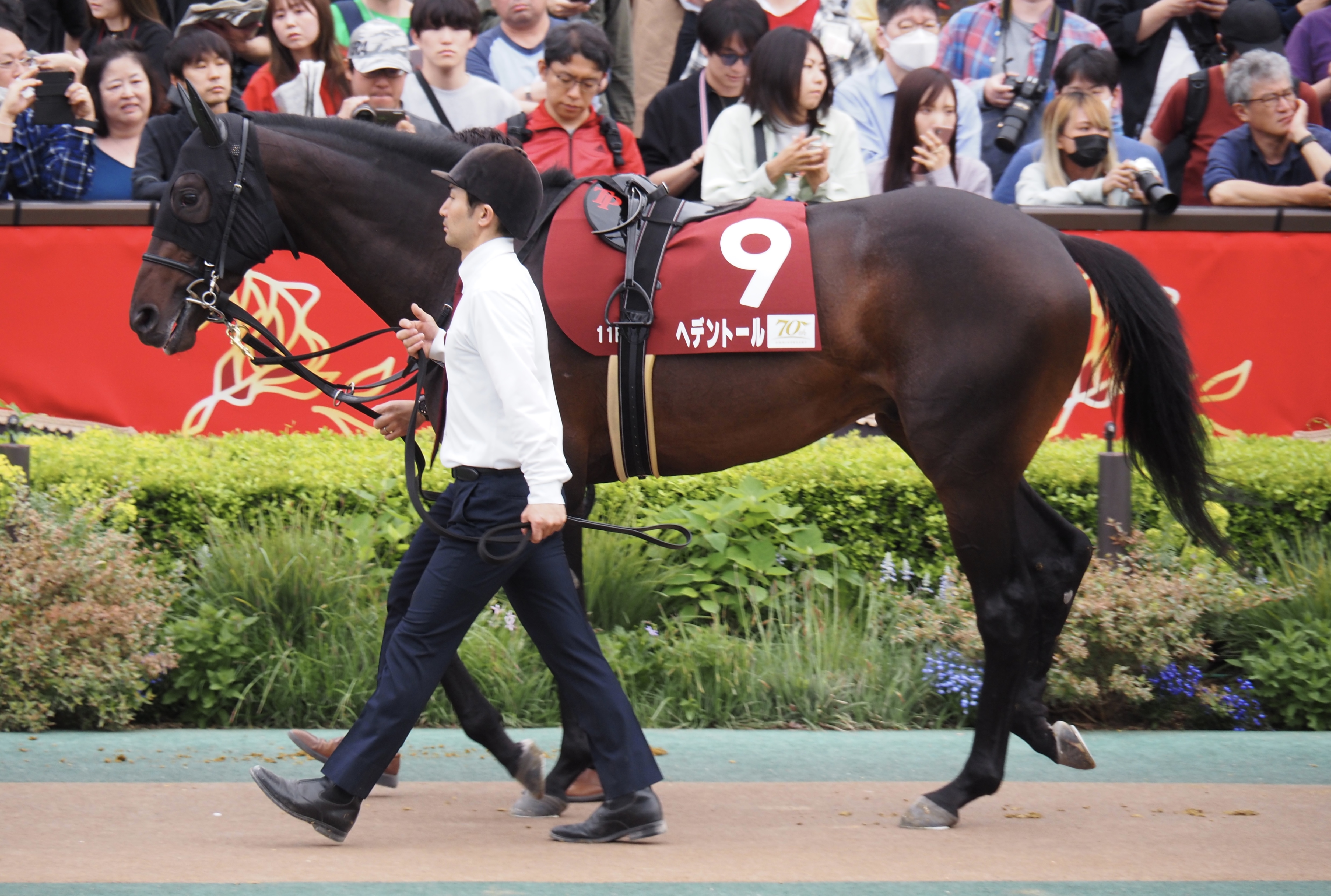
ヘデントール(2021年産)

#### グレード制重賞優勝馬
- 2014年産
  - ダンビュライト（2018年アメリカジョッキークラブカップ、2019年京都記念）[39]- 母父:サンデーサイレンス
  - マイブルーヘブン（2019年新潟ジャンプステークス）- 母父:Fusaichi Pegasus
  - ムイトオブリガード（2019年アルゼンチン共和国杯）- 母父:サンデーサイレンス
  - エイシンクリック（2022年阪神スプリングジャンプ）- 母父:キャロルハウス
- 2015年産
  - テトラドラクマ（2018年クイーンカップ）[40]- 母父:ファルブラヴ
  - グロンディオーズ（2021年ダイヤモンドステークス）- 母父:サンデーサイレンス
- 2016年産
  - リオンリオン（2019年青葉賞、セントライト記念）[41]- 母父:クロフネ
  - ディアンドル（2019年葵ステークス、2021年福島牝馬ステークス）- 母父:スペシャルウィーク
  - パッシングスルー（2019年紫苑ステークス）- 母父:クロフネ
  - フェアリーポルカ（2020年中山牝馬ステークス、福島牝馬ステークス）- 母父:アグネスタキオン
- 2017年産
  - エヒト（2022年七夕賞、2023年小倉記念）[42]- 母父:ディープインパクト
- 2018年産
  - ワンダフルタウン（2020年京都2歳ステークス、2021年青葉賞）- 母父:ディープインパクト
  - ホウオウイクセル（2021年フラワーカップ）- 母父:スペシャルウィーク
  - ビッグリボン（2023年マーメイドステークス）[43]- 母父:ディープインパクト
- 2020年産
  - フリームファクシ（2023年きさらぎ賞）[44]- 母父:スペシャルウィーク
  - マスクトディーヴァ（2023年ローズステークス、2024年阪神牝馬ステークス）- 母父:ディープインパクト
  - スマイルスルー（2024年京都ジャンプステークス、2025年小倉ジャンプステークス）- 母父:シンボリクリスエス
- 2021年産
  - ディスペランツァ（2024年アーリントンカップ）- 母父:Medaglia d'Oro

#### 地方重賞優勝馬
- 2014年産
  - カレンラヴニール（2017年土佐秋月賞）- 母父:Sadler's Wells
- 2015年産
  - サラーブ（2020年秋桜賞）- 母父:シングスピール
- 2016年産
  - ニホンピロヘンソン（2022年白銀争覇）- 母父:コマンダーインチーフ
- 2018年産
  - ファイントリック（2021年OROオータムティアラ）- 母父:Distorted Humor
  - グランパラディーゾ（2022年読売レディス杯）- 母父:ファルブラヴ
- 2021年産
  - ファーマティアーズ（2023年フォーマルハウト賞）- 母父:ネオユニヴァース

### 母の父としての主な産駒

#### グレード制重賞優勝馬
- 2020年産
  - オールパルフェ（2022年デイリー杯2歳ステークス）- 父:リアルスティール[45]
  - ホウオウビスケッツ（2024年函館記念）- 父:マインドユアビスケッツ
- 2021年産
  - ステレンボッシュ（2024年桜花賞）- 父:エピファネイア[46]

#### 地方重賞優勝馬
- 2020年産
  - キリンジ（2025年金盃）- 父:キズナ

## 血統表
| ルーラーシップの血統          | ルーラーシップの血統                  | ルーラーシップの血統             | （血統表の出典）        | （血統表の出典）  |
| 父系                          | キングマンボ系                        | キングマンボ系                   | キングマンボ系          | [ § 2 ]           |
| 父 キングカメハメハ 2001 鹿毛 | 父の父Kingmambo 1990 鹿毛             | Mr. Prospector                   | Raise a Native          | Raise a Native    |
| 父 キングカメハメハ 2001 鹿毛 | 父の父Kingmambo 1990 鹿毛             | Mr. Prospector                   | Gold Digger             |                   |
| 父 キングカメハメハ 2001 鹿毛 | 父の父Kingmambo 1990 鹿毛             | Miesque                          | Nureyev                 | Nureyev           |
| 父 キングカメハメハ 2001 鹿毛 | 父の父Kingmambo 1990 鹿毛             | Miesque                          | Pasadoble               |                   |
| 父 キングカメハメハ 2001 鹿毛 | 父の母*マンファス Manfath 1991 黒鹿毛 | *ラストタイクーン Last Tycoon    | *トライマイベスト       | *トライマイベスト |
| 父 キングカメハメハ 2001 鹿毛 | 父の母*マンファス Manfath 1991 黒鹿毛 | *ラストタイクーン Last Tycoon    | Mill Princess           |                   |
| 父 キングカメハメハ 2001 鹿毛 | 父の母*マンファス Manfath 1991 黒鹿毛 | Pilot Bird                       | Blakeney                | Blakeney          |
| 父 キングカメハメハ 2001 鹿毛 | 父の母*マンファス Manfath 1991 黒鹿毛 | Pilot Bird                       | The Dancer              |                   |
| 母 エアグルーヴ 1993 鹿毛     | 母の父*トニービン Tony Bin 1983 鹿毛  | *カンパラ Kampala                | Kalamoun                | Kalamoun          |
| 母 エアグルーヴ 1993 鹿毛     | 母の父*トニービン Tony Bin 1983 鹿毛  | *カンパラ Kampala                | State Pension           |                   |
| 母 エアグルーヴ 1993 鹿毛     | 母の父*トニービン Tony Bin 1983 鹿毛  | Severn Bridge                    | Hornbeam                | Hornbeam          |
| 母 エアグルーヴ 1993 鹿毛     | 母の父*トニービン Tony Bin 1983 鹿毛  | Severn Bridge                    | Priddy Fair             |                   |
| 母 エアグルーヴ 1993 鹿毛     | 母の母ダイナカール 1980 鹿毛          | *ノーザンテースト Northern Taste | Northern Dancer         | Northern Dancer   |
| 母 エアグルーヴ 1993 鹿毛     | 母の母ダイナカール 1980 鹿毛          | *ノーザンテースト Northern Taste | Lady Victoria           |                   |
| 母 エアグルーヴ 1993 鹿毛     | 母の母ダイナカール 1980 鹿毛          | シャダイフェザー                 | *ガーサント             | *ガーサント       |
| 母 エアグルーヴ 1993 鹿毛     | 母の母ダイナカール 1980 鹿毛          | シャダイフェザー                 | *パロクサイド           |                   |
| 母系(F-No.)                   | パロクサイド系(FN:8-f)                | パロクサイド系(FN:8-f)           | パロクサイド系(FN:8-f)  | [ § 3 ]           |
| 5代内の近親交配               | Northern Dancer：5・5×4               | Northern Dancer：5・5×4          | Northern Dancer：5・5×4 | [ § 4 ]           |
| 出典                          | 1. 2. 3. 4.                           | 1. 2. 3. 4.                      | 1. 2. 3. 4.             | 1. 2. 3. 4.       |

- 母・エアグルーヴは1996年優駿牝馬、1997年天皇賞（秋）の勝ち馬。祖母のダイナカールも優駿牝馬に優勝している。
- 半姉にアドマイヤグルーヴ（父サンデーサイレンス 2003年、2004年エリザベス女王杯）、ポルトフィーノ（父クロフネ）。
- 半兄にフォゲッタブル（父ダンスインザダーク 2009年ステイヤーズステークス、2010年ダイヤモンドステークス）。
- 半妹にグルヴェイグ（父ディープインパクト 2012年マーメイドステークス）。